# 農德孟
農德孟（發音：[nəwŋm ɗɨ́k mâjŋ̟ˀ] ⓘ；1940年9月11日—），2001年至2011年担任越南共产党中央委员会总书记兼中央军事委员会书记。曾担任越共中央政治局委员、越南国会主席。

## 早年
保大十五年（1940年），农德孟生于越南北𣴓省那夷州（今屬越南北𣴓省那夷縣强利社）一个岱族家庭，1958年4月参加革命，1963年7月5日加入越南劳动党（越南共产党的前身）。
越南河内中央农林中专毕业，林业专家。1966年至1971年在原苏联列宁格勒林业学院留学。

## 从政
1958年到1965年在林业基层单位工作。1966年赴苏联进修。
回国后历任越共北方省省委委员、林业厅厅长、省委副书记、省人大主席、省委书记等职。
1991年7月在越共七大上当选中央委员、越南共產黨中央政治局委员。
1992年9月当选国会主席，并于1996年9月，2000年9月连任。

## 總書記
2001年4月22日当选越共中央总书记兼任越共中央军事党委书记，2006年4月25日连任，是越南的第一位拥有大学学历的越南共產黨中央委員會總書記。
农德孟主政的十年间越南经济得到发展。他的政策纲领是把越南在2020年建成一个现代化工业国家。
在2011年1月的越南共产党第十一次全国代表大会上卸任越共中央总书记的职务，由原国会主席阮富仲继任。

## 家庭
- 父親為農文來（Nông Văn Lại），母親為黃氏二（Hoàng Thị Nhị）。[2]有傳聞說農德孟是胡志明與農氏徵的私生子，這成為他當選黨領袖的原因之一。[3]對此農德孟以「所有越南人民都是胡伯伯的孩子」作為回應。[4]
- 夫人李氏邦（Lý Thị Bang），已於2010年逝世。[5]
- 有一子農國俊，民族委員會（英语：Committee on Ethnic Minority Affairs (Vietnam)）副主席（2012年至今）、越南共產黨第十一屆中央委員會委員。[5]